# Srbska kampanja
Srbska kampanja je naziv za vojaško kampanjo, ki predstavlja začetni del prve svetovne vojne. Prva kampanja se je začela 28. julija 1914, ko je Avstro-Ogrska napovedala vojno Srbiji. Ta se je končala z zmago Srbov in njihovih črnogorskih zaveznikov. Srbski poraz avstro-ogrske invazije leta 1914 predstavlja enega največjih pretresov sodobne vojaške zgodovine. 
Druga kampanja se je začela pod nemškim poveljstvom skoraj leto pozneje, 6. oktobra 1915, ko so bolgarske, avstro-ogrske in nemške čete s treh strani napadle Srbijo in tako preprečile napredovanje zaveznikov iz Soluna, ki so hoteli pomagati Srbiji. To je povzročilo velik vojaški umik skozi Črno goro in Albanijo, srbske čete pa so bile nato evakuirane v Grčijo, hkrati pa je bila vzpostavljena tudi makedonska fronta. Poraz Srbije je centralnim silam omogočil začasno prevlado na Balkanu in odprl kopensko pot od Berlina in Istanbula, kar je Nemcem omogočilo, da so do konca vojne oskrbeli Osmansko cesarstvo. 24. novembra 1915 je bil razglašen konec kampanje. Srbija je bila nato okupirana in razdeljena med Avstro-Ogrsko cesarstvo in Bolgarijo.
Potem, ko so zavezniki septembra 1918 izvedli operacijo Vardar, ki je prebila makedonsko fronto in premagala Bolgare in njihove nemške zaveznike, je francosko-srbska sila napredovala na zasedena ozemlja ter osvobodila Srbijo, Albanijo in Črno goro. Srbske sile so 1. novembra 1918 vstopile v Beograd in ga osvobodile.
Srbska vojska se je v času osvobditve močno zmanjšala s približno 420.000 na približno 100.000 mož. Ocene žrtev so različne: srbski viri trdijo, da je Kraljevina Srbija med vojno izgubila več kot 1.200.000 prebivalcev (tako vojaške kot civilne izgube), kar je predstavljalo več kot 29% celotnega prebivalstva in 60% moškega prebivalstva, medtem ko zahodni zgodovinarji navajajo bodisi 45.000 vojaških in 650.000 civilnih smrti ali 127.355 vojaških in 82.000 civilnih smrti. Po ocenah jugoslovanske vlade leta 1924 je Srbija izgubila 265 164 vojakov ali 25% vseh civilnih ljudi. V primerjavi s tem je Francija je izgubila 16,8% ljudi, Nemčija 15,4%, Rusija 11,5% in Italija 10,3%.

## Vojaško dogajanje
28. julija 1914, en mesec po atentatu na nadvojvodo Franca Ferdinanda, je Avstro-Ogrska po napovedi vojne napadla Srbijo. Naslednji dan je avstro-ogrsko topništvo začelo obstreljevati Beograd. 
Sprva so bile tri od šestih avstro-ogrskih vojsk mobilizirane na srbski meji, a ko je Rusija ukrepala in 31. julija napovedala vojno Avstro-Ogrski, je bila avstro-ogrska 2. armada preusmerjena proti vzhodu v Galicijo. Ker pa so bile železniške proge, ki so vodile v Galicijo, zasedene zaradi prevoza drugih vojakov, je 2. armada lahko svoj odhod proti severu izvedla šele 18. avgusta. Da bi izkoristili začasno prisotnost 2. armade, je AOK dovolil, da nekatere njene čete in poveljnike najamejo v srbski kampanji do tega datuma. Sčasoma je AOK najela pomembno vojaško osebje 2. armade (okoli štiri divizije) v pomoč glavnim silam generala Potioreka in preložil njihov prevoz v Rusijo do zadnjega tedna v avgustu. Porazi, ki so jih utrpeli ob prvi invaziji na Srbijo, so sčasoma prisilili AOK, da je dve diviziji iz 2. armade trajno nadomestila z Potiorekovo vojsko. 
12. avgusta so avstro-ogrske čete prestopile mejo na reki Drini. 1. in 2. armada sta imeli približno 270.000 mož, ki so bili veliko bolje opremljeni od Srbov. Na splošno je bilo avstro-ogrsko poveljstvo v rokah generala Potioreka. Avstro-Ogrska je imela leta 1914 tretje največje prebivalstvo v Evropi, za Rusijo in Nemčijo (skoraj dvanajstkrat več prebivalcev v primerjavi s Kraljevino Srbijo), kar ji je dalo ogromno prednost pri boju. 
Po srbski zmagi v bitki za Cer in bitki pri Kolubari ter uspešni obrambi v bitki za Drino, je Avstro-Ogrska izvedla še dodatne napade. Pod pritiskom svojih zaveznikov je Srbija s svojo prvo srbsko vojsko izvedla omejeno ofenzivo čez reko Savo v avstro-ogrsko regijo Syrmia. 7. septembra je Avstro-Ogrska sprožila nov napad na vzhodu čez reko Drino, tokrat s peto armado v Mačvi in šesto še južneje. Ker je tako oslabila srbsko vojsko, je Avstro-Ogrska 5. novembra izvedla nov obsežen napad. Srbi so se korak za korakom umaknili in pri reki Kolubari izvedli močan odpor, vendar brez uspeha zaradi pomanjkanja topniškega streliva. Po velikih porazih je avstro-ogrska vojska 2. decembra vstopila v Beograd. V tem času je v Srbijo iz Grčije in Francije prispelo dodatno topniško orožje. S tem je bil 3. decembra izveden obsežen protinapad proti celotni srbski vojski. Nazadnje je poveljnik avstro-ogrske vojske Potiorek izgubil živce in ukazal še en umik čez reko na ozemlje Avstro-Ogrske. Srbska vojska je 15. decembra ponovno zavzela Beograd. 
V začetku leta 1915 je nemški načelnik generalštaba Erich von Falkenhayn z osmanskimi porazi v bitki pri Sarikamišu in v prvi sueški ofenzivi poskušal prepričati avstro-ogrskega načelnika štaba Conrada von Hötzendorfa, kakšno pomembnost predstavlja zavzetje Srbije. Če bi osvojili ozemlje Srbije, bi Nemci lahko vzpostavili neposredno železniško povezavo iz Nemčije skozi Avstro-Ogrsko in nato navzdol do Istanbula ter še naprej. To bi Nemcem omogočilo pošiljanje vojaških zalog in celo vojaškega osebja v pomoč Osmanskemu cesarstvu. Toda njihov najnevarnejši sovražnik je bila takrat Rusija, poleg tega pa so imeli avstro-ogrci z vstopom Italije v vojno na strani antante polne roke dela. 
Tako sta obe strani poskušali izbrati Bolgarijo. Bolgarske oblasti so po porazu v balkanski vojni čutile, da Srbsko ozemlje pripada Bolgariji, zato je bolgarski kralj Ferdinand, po porazu zaveznikov v galipoljski kampanji in ruskim porazom pri Gorlicah, podpisal pogodbo z Nemčijo in 23. septembra 1915 je Bolgarija vstopila v vojno ter napovedala vojno Srbiji. Avstro-Ogrci in Nemci so 7. oktobra izvedli ponovni napad na Srbijo, ko so njihove čete prečkale reko Drino in Savo, opremljene z močnimi topovi. Ko so prečkali Donavo, so Nemci in Avstro-Ogrci vstopili v Beograd. Začeli so se hudi ulični boji, odpor Srbov v mestu pa je bil 9. oktobra dokončno zatrt.  
Nato je Bolgarija 14. oktobra napadla vzhodno stran Srbije. Z bolgarskim prebojem je srbski položaj postal nevzdržen; glavna vojska na severu (okoli Beograda) je bila obkrožena z okupatorjevo vojsko, zaradi česar se je bila srbska vojska v prestolnici prisiljena predati. V Kosovski bitki so se Srbi ob zadnjem in obupanem poskusu pridružili dvema nepopolnima zavezniškima divizijama, ki sta z juga omejeno napredovali, a zaradi vojaškega pritiska s severa in vzhoda nista mogli zbrati dovolj sil za obrambo. Bolgari so jih premagali pod vodstvom generala Todorova in Srbi so se zato morali umakniti. Francoske in britanske sile so oktobra 1915 odhitele proti Solunu pod poveljstvom francoskega generala Mauricea Sarraila. Vojni urad v Londonu ni hotel napredovati globoko v Srbijo, zato so francoske divizije napredovale same do reke Vardar. Ta napredek je pomagal umikajoči se srbski vojski, saj so morali Bolgari izvesti dodatne večje napade na južnem delu Srbije, da bi se spopadli z grožnjo, ki je privedla do bitke pri Krivolaku. 24. novembra 1915 se je druga kampanja končala, s porazom Srbije, srbsko ozemlje pa je bilo nato razdeljeno med Avstro-Ogrsko in Bolgarijo. 
Po koncu bitke so italijanske, francoske in britanske bojne ladje evakuirale pobegle srbske čete in poveljnike, ki so se umaknili v Črno goro in Albanijo. Najprej so jih odpeljali na grški otok Krf v Jonskem morju, od tam pa nato v Italijo. Po okupaciji je Srbija pod avstrijsko in bolgarsko okupacijo ostala skoraj tri leta, dokler je jeseni 1918 niso osvobodile sile antante.